# Ерік Берґквіст
Ерік Берґквіст (швед. Erik Bergqvist, 20 червня 1891 — 17 лютого 1954) — шведський плавець і ватерполіст.
Срібний призер Олімпійських ігор 1912 року.
Бронзовий призер Олімпійських ігор 1920 року.